# Benny Bax
Benny Bax (1972) is voormalig presentator van het VT4-programma De Smaakpolitie. Hij deed dit als job naast zijn functie als Inspector Food Safety and Hygiene bij SGS. Bax presenteerde de Vlaamse versie van het Nederlandse format. Hij werkte hiervoor van 2010 tot 2012 voor VT4 (inmiddels VIER).
In 2018 wist hij als kandidaat voor N-VA bij de gemeenteraadsverkiezingen een zitje te veroveren in de gemeenteraad van Pelt.